# سانروف (ترانه)
«سانروف» (انگلیسی: Sunroof) ترانه‌ای از نیکی یور، خوانندهٔ آمریکایی و دیزی (با نام اصلی نیک مینوتاگلیو، که با نام اسنوکر نیز شناخته می‌شود)، نوازنده و تهیه‌کنندهٔ اهل لس آنجلس است. این ترانه در ۳ دسامبر ۲۰۲۱ توسط شرکت‌های ترتی ناتز (انگلیسی: Thirty Knots) و کلمبیا رکوردز منتشر شد. تا اوت ۲۰۲۲، این ترانه در ۱۰ آهنگ برتر جدول ۱۰۰ آهنگ داغ بیلبورد قرار گرفته و ۲۰۱ میلیون بار در اسپاتیفای پخش شده‌است.

## پیش‌زمینه
«سانروف» حاصل یک همکاری میان دیزی و یور است و ایدهٔ آن از یک یادداشت صوتی گرفته شده‌است که دیزی آن را از یور دریافت کرده‌است. یور در توضیح روند ساخت این ترانه گفته‌است: «می‌خواستم آهنگی بسازم که احساس هیجانی را که هنگان ملاقات با کسی که نمی‌توانید از فکر کردن به او دست بردارید، به شما دست می‌دهد، به تصویر بکشد. من می‌خواستم محصولی داشته باشم که سرگرم‌کننده و پرانرژی باشد و در عین حال گوش دادن به آن آسان باشد. وقتی با چنین کسی ملاقات می‌کنم، فکر او مانند خارشی در مغزم است که نمی‌توانم آن را بخارانم؛ بنابراین می‌خواستم انی آهنگ جذاب باشد تا درست مانند زمانی که در فکر کردن به کسی گیر کرده‌اید، در ذهن شما بماند».

## بازخوردها و انتقادها
بنجامین کروننبرگ در نشریهٔ ارلی رایزینگ این ترانه را تحسین کرده و آن را به‌عنوان ترانه‌ای توصیف کرده‌است که به لطف «تولید شفاف» توسط دیزی و «وکال‌های خروشان و انفجاری» یور «در تمام طول روز در ذهن شما می‌ماند». مایلز اپتون از شیش مدیا این ترانه را یک «قطعهٔ پاپ گوش‌خوار فوری» نامیده که دارای «تنظیم مواج» توسط دیزی و «ملودی‌های وکال پرانرژی» است.
این ترانه همچنین به‌عنوان یک مدعی برای آهنگ برتر تابستان ۲۰۲۲ شناخته شده‌است.

## فهرست قطعه‌ها
فهرست سایر گونه‌های منتشر شده از این قطعه در جدول زیر آمده است:
| دانلود دیجیتال و پخش جاری – آلبوم چندآهنگه ریمیکس‌ها | دانلود دیجیتال و پخش جاری – آلبوم چندآهنگه ریمیکس‌ها | دانلود دیجیتال و پخش جاری – آلبوم چندآهنگه ریمیکس‌ها |
| شماره                                               | نام                                                 | مدت                                                 |
| --------------------------------------------------- | --------------------------------------------------- | --------------------------------------------------- |
| ۱.                                                  | «سانروف»                                            | ۲:۴۳                                                |
| ۲.                                                  | «سانروف» (تامس رت ریمیکس)                           | ۲:۴۳                                                |
| ۳.                                                  | «سانروف» (منوئل توریزو ریمیکس)                      | ۲:۴۳                                                |
| ۴.                                                  | «سانروف» (۲۴کی‌گلدن ریمیکس)                          | ۲:۴۲                                                |
| ۵.                                                  | «سانروف» (لاود لاکشری ریمیکس)                       | ۲:۵۳                                                |
| ۶.                                                  | «سانروف» (آکوستیک)                                  | ۲:۱۵                                                |
| مجموع مدت:                                          | مجموع مدت:                                          | ۱۵:۵۹                                               |

## گواهینامه‌ها
| منطقه                                   | گواهی | واحد گواهی‌شده/فروش |
| --------------------------------------- | ----- | ------------------ |
| استرالیا (آی‌اف‌پی‌آی استرالیا)            | طلا   | ۳۵٬۰۰۰             |
| رقم فروش+پخش جاری تنها بر پایهٔ گواهی‌ها. |       |                    |